# Freden i Fontainebleau
Freden i Fontainebleau var en fredsslutning mellem Sverige og Danmark sluttet af Ludvig 14. af Frankrig 23. august 1679 på Château de Fontainebleau i Fontainebleau, lige syd for Paris. 
Freden afsluttede Skånske Krig og bekræftedes senere samme år ved Freden i Lund.